# Paweł Kaczorowski
Paweł Kaczorowski (nascido em 28 de setembro de 1949) é um ex-ciclista polonês. Competiu representando seu país, Polônia, nos Jogos Olímpicos de Verão de 1972 em Munique, onde terminou em quarto lugar na perseguição por equipes de 4 km.